# Конфедерація племен (роман)
«Конфедерація племен» (угор. Törzsszövetség) — сатиричний, соціально-критичний науково-фантастичний пригодницький роман угорського письменника Брендона Гаккетта, вперше надрукований 2008 року як частина серії «Фантастичні книги Космосу». У творі відроджується багатовікова традиція крутійських романів. У 2017 році роман отримав премію Петера Жолдоша.

## Сюжет
Одного разу життя Андраша Бері, дрібного чиновника міністерства культури, а разом з ним і доля людства, кардинально змінилися. Апокаліптичний жах розпочався з відключення світла, але згодом виявилося, що зникла не тільки електрика, а й інші технічні досягнення, насамперед транспортні засоби, які працюють на нафтових похідних. Панічний настрій кінця світу посилювався тим, що більшість людей зникла, на планеті залишилися лише найрозумніші люди.
Частина угорського уряду, Рада національної оборони, була трансформована та негайно оголосила надзвичайний стан. Кур’єрів направили в сусідні країни, щоб перевірити, чи там подібна ситуація. Андраш та його колега Геза попрямували до Хорватії. Вони вирушили на велосипеді, подорожували на вітрильнику по озеру Балатон, супроводжувалися безліччю політичних викривально-бурлескних елементів, прищеплених до наукової фантастики. На Адріатичному узбережжі, яке було набагато безлюднішим, ніж зазвичай, їх чекала несподівана зустріч.
Події роману розпочалися в Будапешті, продовжилася на узбережжі Далмації, але герої також побували в Китаї, Англії та Брюсселі, допоки нарешті не повернулися додому в Будапешт.

## Головні герої
- Андраш «Балог» Бері
- Газа, колега Андраша
- Анна Лешнай
- Дядько Казмер
- Марек
- вчителі, дівчата, художники
- воїни, монахи, політики, правителі

## Відгуки
1. Роман не можна назвати науковою фантастикою в традиційному розумінні, а скоріше політичною пародією чи утопією, живильним середовищем для якої є необмежена фантазія.

2. Також роман навчає екологічної свідомості, дбайливого ставлення та захисту середовища проживання. Той факт, про який люди не повинні забувати, тобто вони повинні заново навчитися відповідально жити з рослинами та тваринами. Він також повинен набути здатності жити в мирі з рештою людської раси і піднятися над дрібними політичними інтересами. Все це «повчання» було оповито гумором, роман залишався приємним і читабельним.

3. Постапокаліптичне життя розгортається перед нами на сторінках кривавого пригодницького роману про подорожі. Справжній трагізм і жорстокість не затьмарюють книгу, у всьому сюжеті є щось схоже на казку, що робить книгу дуже цікавою.

4. На обкладинці тома написано: «Новий роман позашлюбної (проклятої) дитини Дьордя Молдови та Дугласа Адамса!»